# Cynara scolymus
La alcachofa (Cynara scolymus) es una planta herbácea del género Cynara en la familia Asteraceae; es cultivada desde la antigüedad como alimento en climas templados. 
La parte comestible de la planta consiste en los botones florales antes de que florezcan. El capullo de Cynara scolymus en ciernes es un grupo de muchas flores tubulares  pequeñas en ciernes (una inflorescencia), recubiertas de numerosas brácteas coriáceas, imbricadas, sobre una base comestible. Una vez que los capullos florecen, la estructura cambia a una forma tosca, apenas comestible. Otra variedad de la misma especie es el cardo, una planta perenne originaria de la región mediterránea. Existen tanto formas silvestres como variedades cultivadas (cultivares). La planta es conocida con diferentes nombres, entre ellos alcachofera, morrillera, morrilla, alcachofa, aucaucil , alcacil o alcaucil, entre otros numerosos nombres vernáculos.

## Descripción
Cynara scolymus alcanza de 1,4 a 2 metros de altura. Vuelve a brotar de la cepa todos los años, pasado el invierno, si el frío no la heló. Echa un rosetón de hojas enteras hasta profundamente segmentadas aunque menos divididas que las del cardo y con pocas o ninguna espina. Las hojas tienen color verde claro en el haz y en el envés están cubiertas por unas fibrillas blanquecinas que le dan un aspecto pálido. Tanto el rabillo de la hoja como la vena principal tienen costillas longitudinales muy salientes. 
Cuando la planta entallece, echa un vástago más o menos alto, rollizo, pero también costilludo y asurcado con cada vez hojas más escasas y menos divididas a medida que estén más altas en dicho tallo. En su apex, y en algunas divisiones laterales, traen unas cabezuelas muy gruesas, cubiertas de numerosas brácteas coriáceas, en la base de las cuales está lo tierno y comestible. Al florecer, endurecen mucho dichas brácteas y no se pueden aprovechar para comer, aunque no rematen en espinas como la de los cardos.

## Distribución
Originalmente procedente del Mediterráneo occidental, fue más tarde introducida y cultivada en numerosos países templados en todo el mundo.
Los holandeses introdujeron las alcachoferas en Inglaterra donde ya en 1530 empezaron a crecer en  Boreham, Essex, en el jardín de un palacio de Enrique VIII.
Fueron introducidas en Estados Unidos en el siglo XVIII a través de Luisiana por los franceses y de California por los españoles .

## Propiedades
Tras el agua, el componente mayoritario de las flores de Cynara scolymusas son los hidratos de carbono, entre los que destaca la inulina y la fibra. Los minerales mayoritarios son el sodio, el potasio, el fósforo y el calcio; y entre las vitaminas destaca la presencia de las vitamina B1, vitamina B3 y pequeñas cantidades de vitamina C. Sin embargo, lo más destacable de su composición son una serie de sustancias que se encuentran en pequeña cantidad, pero dotadas de notables efectos fisiológicos positivos:
Sus flores, al igual que las del cardo, contienen tres enzimas: pepsina, quimosina y paraquimosina, que sirve como cuajo de la leche para la elaboración de quesos. Dichos quesos reciben generalmente el calificativo de queso de flor; por ejemplo el «Queso de flor de Guía», en Gran Canaria.

### Usos medicinales
Se utiliza en forma de extractos secos y de otras preparaciones galénicas:
- Usos apoyados por datos clínicosPara el tratamiento de molestias digestivas (por ejemplo: dispepsia, sensación de plenitud, flatulencias, náuseas, dolor de estómago y vómitos). Como tratamiento adjunto de la hipercolesterolemia suave a moderada. Según un estudio de 2017, se ha demostrado que el extracto de alcachofa es un excelente antiinflamatorio y antioxidante del organismo,[6] lo que lo faculta como coadyuvante para el tratamiento de la obesidad, diabetes y de otras enfermedades que cursen con inflamación.

- Usos descritos en la farmacopea y en otros documentosSe usa oralmente para el tratamiento de la ateroesclerosis y para disfunciones del riñón (por su efecto diurético). Un estudio ha indicado que puede ser beneficioso en el tratamiento del síndrome del intestino irritable, pero más ensayos clínicos son necesarios antes de poder hacerse recomendaciones terapéuticas.

- Usos descritos en medicina tradicionalUtilizada en el tratamiento de la anemia, diabetes, fiebre, gota, reumatismo y piedras en vías urinarias. Por sus cualidades depurativas, y su alta cantidad en fibra, el consumo de alcachofa beneficia la pérdida de peso. Otro de los beneficios[7] está relacionado con la salud del hígado, ya que su consumo permite la protección de daño y promueve el crecimiento de tejido nuevo.

- Advertencias sobre la utilización de preparaciones hechas a partir de extractos de Cynara scolymus

A) Reacciones adversas: En algunos estudios se han demostrado molestias gastrointestinales, incluyendo diarrea suave, acompañada de calambres abdominales, dolor en la parte superior del abdomen, náuseas y ardor de estómago. En otros estudios sólo se han encontrado ligeras molestias gastrointestinales. Pueden ocurrir reacciones alérgicas en pacientes sensibilizados.
B) Contraindicaciones: Hipersensibilidad o alergia a las alcachoferas y obstrucción de los conductos biliares.
C) Advertencias: Se cree que es posible la interacción con anticoagulantes del tipo de las cumarinas.
D) Precauciones:
- Generales: Los pacientes con piedras en la vesícula biliar deberían pedir consejo médico antes de utilizar preparaciones medicinales obtenidas a partir de esta planta.
- Embarazo, efectos teratógenos y no teratógenos: No está recomendado su uso debido a que no se dispone de estudios de seguridad y eficacia.
- Uso pediátrico: Debido a la falta de estudios de seguridad y eficacia, no está recomendado su uso en menores de 12 años.

E) Posología: Para hacer recomendaciones generales sobre la dosis a utilizar se debe conocer la pureza de los extractos utilizados.

## Historia

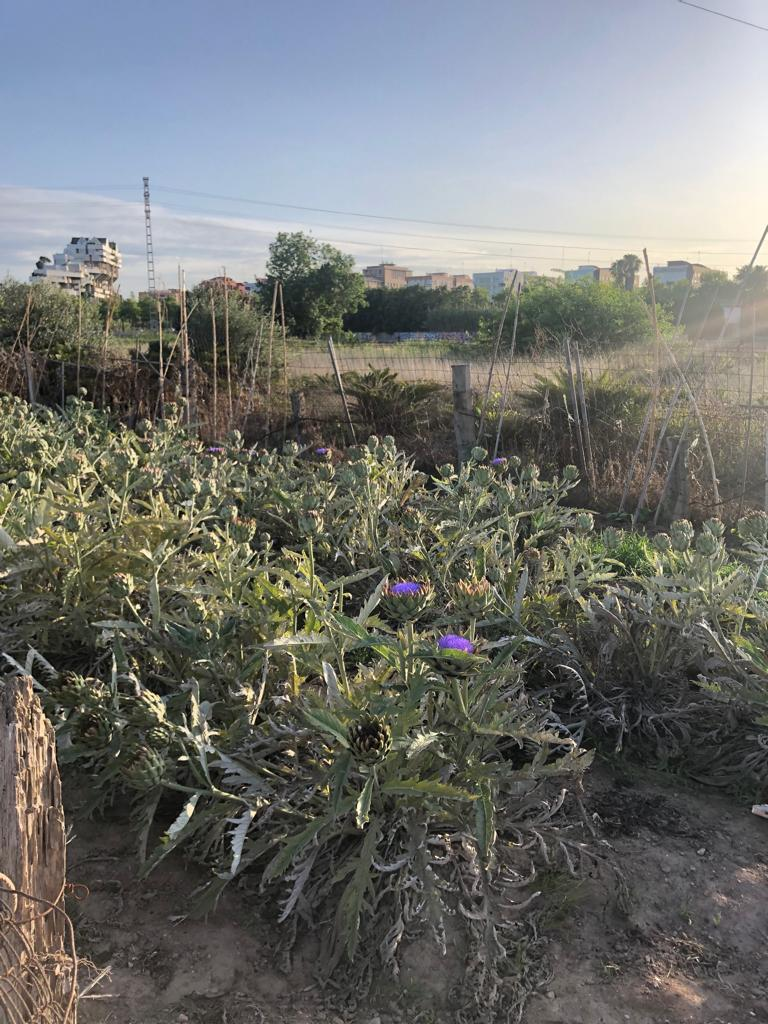
Campo de alcachofas en flor

Esta planta podría ser originaria de Egipto o del norte de África. La planta denominada Cynara ya era conocida por griegos y romanos. Al parecer se le otorgaban poderes afrodisíacos y toma su nombre de una muchacha seducida por Zeus, y después transformada por este en alcachofera.
Durante la Edad Media no se conocía la alcachofera, y se piensa que en esta época, del cultivo sucesivo de los cardos, los horticultores poco a poco los transformaron hasta conseguir la alcachofa. Ya era consumida en la Italia del siglo XV. Venida de Sicilia, aparece en la Toscana hacia 1466. La tradición dice que fue introducida en Francia por Catalina de Médicis a la que le gustaba comer corazones de alcachofera. Esta florentina las llevó desde su Italia natal al casar con el rey Enrique II de Francia. Luis XIV era así mismo un gran consumidor de alcachoferas. Los colonos españoles y franceses en América la introdujeron en este continente. Con el tiempo, en California, los cardos han llegado a ser hoy en día una auténtica plaga, ejemplo de planta invasora de un hábitat en el que no se encontraba anteriormente.

## Cultivo y  variedades

### Producción
Según la FAO, los 10 países con mayor producción en 2018 han sido los siguientes - en toneladas y orden decreciente:
| Principales productores de Cynara scolymus - 2018 en toneladas | Principales productores de Cynara scolymus - 2018 en toneladas |
| -------------------------------------------------------------- | -------------------------------------------------------------- |
| Italia                                                         | 389.813                                                        |
| Egipto                                                         | 323.866                                                        |
| España                                                         | 208.463                                                        |
| Perú                                                           | 154.552                                                        |
| Argelia                                                        | 124.659                                                        |
| Argentina                                                      | 110.657                                                        |
| China                                                          | 90.397                                                         |
| Francia                                                        | 47.190                                                         |
| Estados Unidos                                                 | 45.382                                                         |
| Marruecos                                                      | 44.591                                                         |
| Fuente: [ONU: La División de Estadística]                      |                                                                |

### Variedades cultivadas
- Argentina y Chile

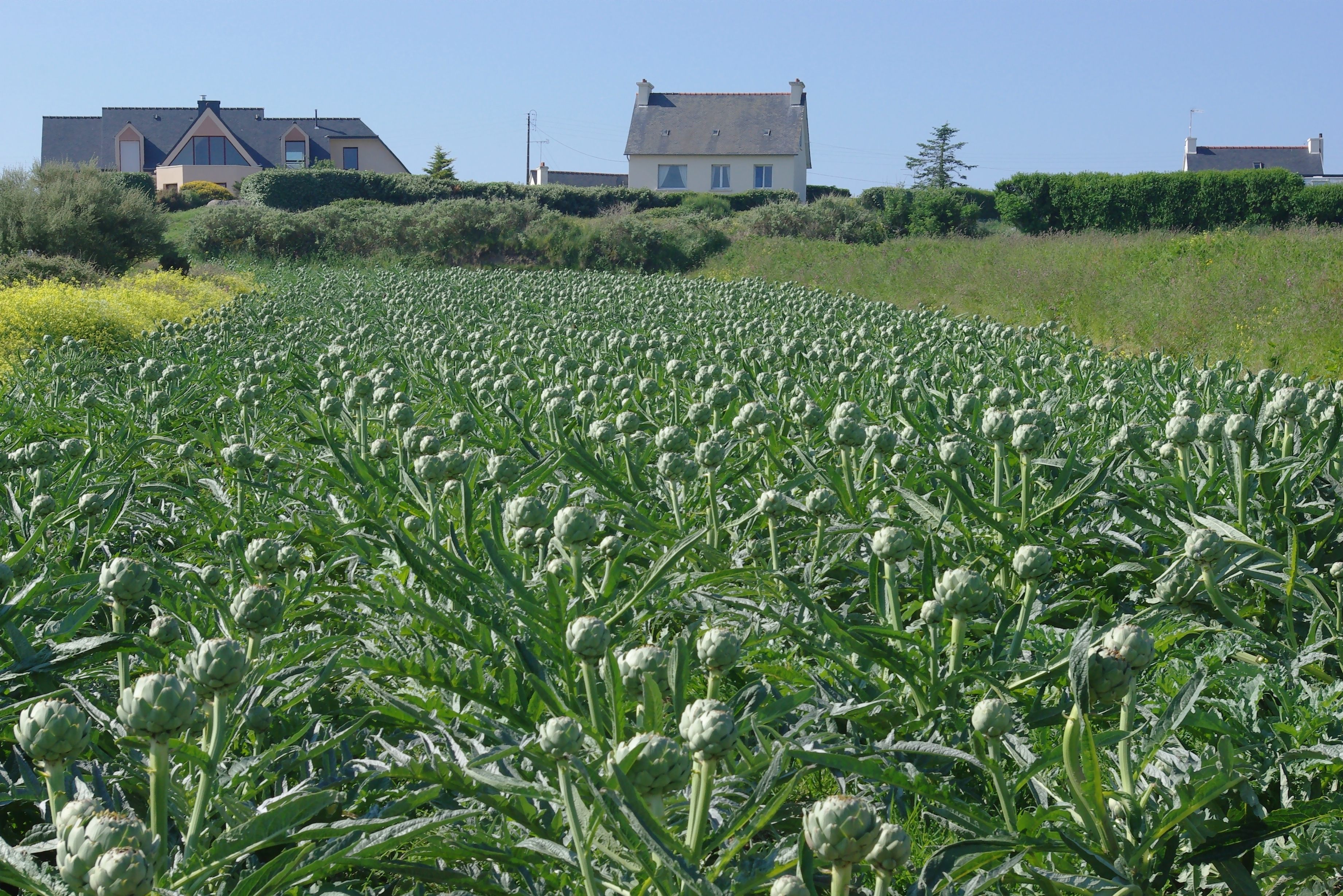
Plantación de Cynara scolymus.

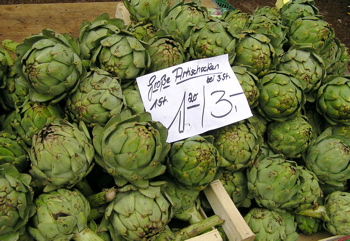
Capullos de Cynara scolymus en el mercado.

  - Cultivar Chilena: Tendría un origen francés, y se cree que habría derivado de los cultivares franceses Verde de Provence, Verde Gruesa de Laon o Gruesa Camus de Bretaña.
  - Argentina o Blanco de San Juan: Originaria de la "Blanca de Tudela" española.
  - Española:También blanca, de cabezas más pequeñas y produce gran cantidad de brotes basales.
  - Ñato: Originalmente cultivada en los cinturones hortícolas de La Plata y Rosario.
  - Francés: Cultivar tipo Romanesco, más precoz que Ñato.
  - Oro Verde, Gurí y Gauchito: nuevas variedades clonales desarrolladas en los diez últimos años.
- España.
  - Blanca de Tudela: Variedad alargada de color verde y tamaño pequeño. Muy cultivada en Navarra, La Rioja, Murcia, Alicante, Prat del Llobregat  y el norte de la Provincia de Castellón de la Plana (Benicarló).
  - Monquelina: Tipo prácticamente desaparecido.
- EE. UU.
  - Green globe
  - Imperial Star
  - Emerald
  - Variedades multiplicadas por semilla
- Francia.
  - Camus de Bretaña: Es la más grande de entre las alcachoferas ( con dos o tres se alcanza el kilo ). El capítulo de color verde tiende a formarse redondeado. Se consume hervida o al vapor con una vinagreta. Los corazones de la alcachofera pueden ser preparados en conserva.
  - Verde de Laon: Más rústica que la precedente, se adapta mejor al frío. La forma es la misma pero la alcachofera es más pequeña, Se la denomina también "cabeza de gato".
  - Violeta de Provenza: Mucho más pequeña y de forma cónica con las brácteas violáceas. Se cultivan abundantemente en la región mediterránea y se venden en los mercados con el nombre de alcachofera "bouquet". Se puede comer cruda cuando todavía no está totalmente madura (se llama en este momento "poivrade" ), o curada con vinagreta o cocinada.
- Italia.
  - Espinosa: Al decir de los italianos es la mejor de las alcachoferas crudas. Debe su nombre a las extremidades espinosas de sus brácteas. Al masticarla es a la vez carnosa y crujiente.
  - Romanesco: Gruesa, redonda y de color violeta. Incluye decenas de subtipos locales an la zona del Lacio y Campania. Producción en primavera.
  - Francesino: Similar al tipo francés "violeta de Provenza", de donde parece que tome al nombre. La más extendida en el sur, incluyendo la región de Apulia y Sicilia como los mayores productores
  - Brindisino/Catanese: Parecida a la anterior pero más abierta y adaptada a zonas más cálidas. Se usa mucho para el procesado industrial.

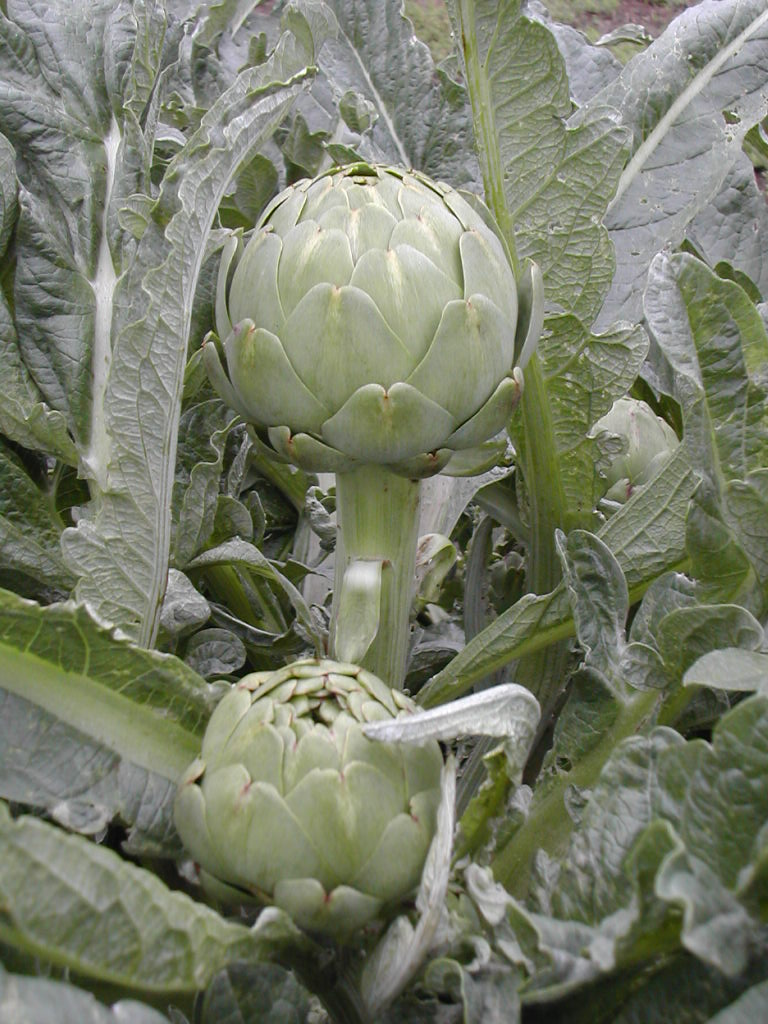
Variedad «Gauchito», de Argentina.

## Taxonomía
Cynara scolymus fue descrita por  Carlos Linneo    y publicado en Species Plantarum, vol. 2, p. 827–828, 1753.
Citología
Número de cromosomas: 2n=34
Etimología
- Cynara:nombre genérico que deriva del griego χινάρα,-ας o χυνάρα,  probablemente derivado de χυων-χυνός, cyon-cynos, "perro", por las brácteas involucrales que, por su forma, se asemejan a los dientes de dicho animal. Pasó al Latín como cinara y se usaba también para designar al cardo.
- scolymus: Del Latín scǒlŷmos, i, derivado del griego σχόλυμος, y evocado por Plinio el Viejo en su Naturalis Historia como una especie de cardo (XXI, 94-96), refiriéndose probablemente al Scolymus hispanicus o maculatus.

El nombre de alcachofera procede del árabe al-kharshûf; el nombre alcaucil (también arcacil, alcacil y alcací), del árabe al-qabsíl. En tanto el nombre morrilla y morrillera derivan del diminutivo del sustantivo castellano morra, que designa a la parte superior de la cabeza.
Sinonimia

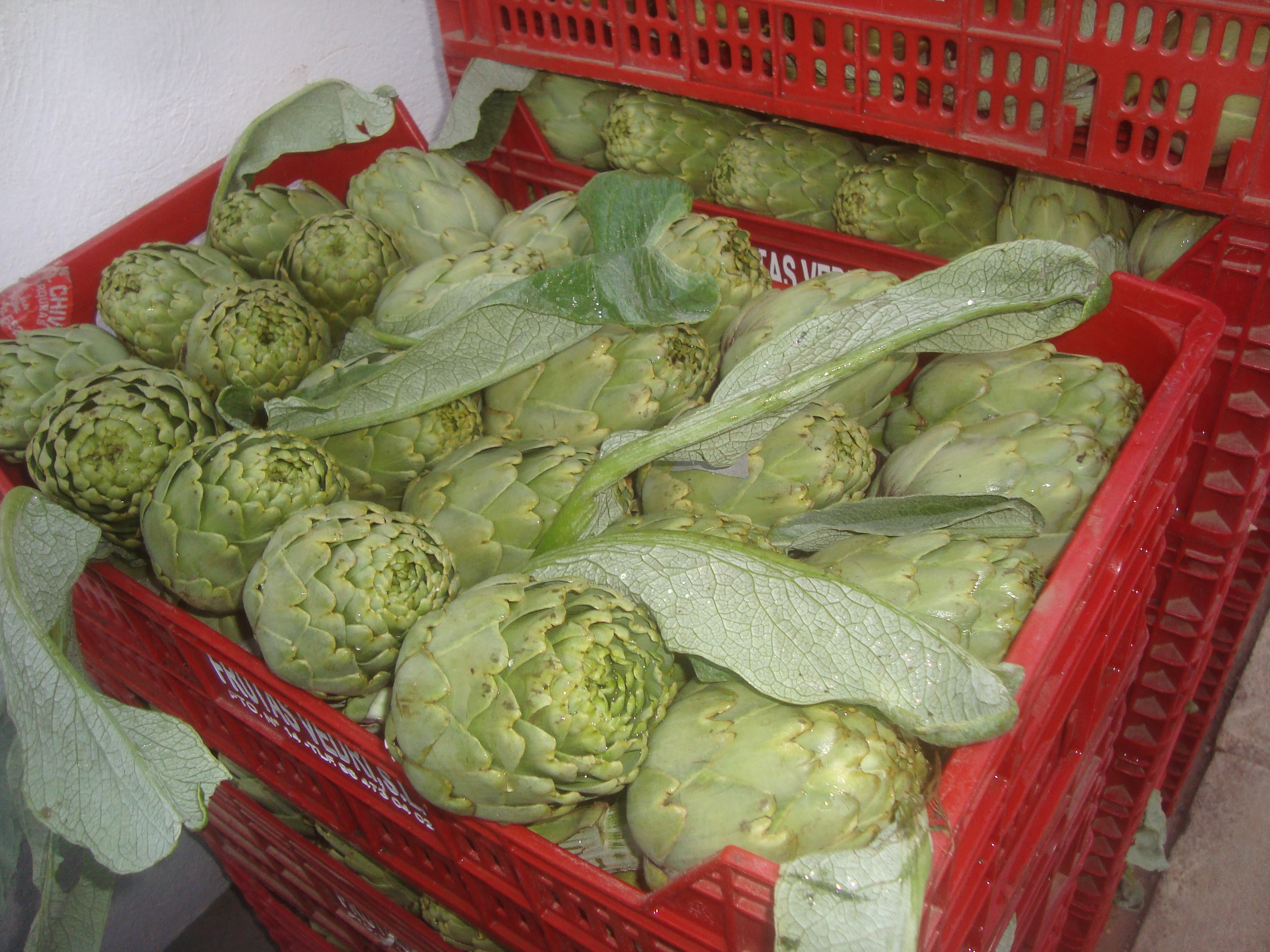
Cosecha de alcachofas.

- Cynara cardunculus subsp. flavescens Wiklund
- Cynara cardunculus var. ativa Moris.
- Cynara cardunculus subsp. scolymus (L.) Hegi
- Cynara cardunculus subsp. scolymus (L.) Beger
- Cynara cardunculus var. scolymus (L.) Fiori
- Cynara communis Lam.
- Cynara esculenta Salisb.
- Cynara hortensis Mill.

## Nombres vernáculos
- Castellano: alcachofa (28), alcachofa picada, alcachofa real, alcachofa silvestre, alcachofas (4), alcachofera (14), alcachofero, alcacil, alcacil cultivado, alcací, alcancil (3), alcancilera, alcanciles (2), alcarchofa (2), alcarchofera, alcarcil (2), alcaucil (5), alcaucil cultivado, alcaucil silvestre, alcauciles, alcaucique (2), alcaucí, alcaulera (3), arcacil, arcancil, arcaucil, arcauciles, carchofa (2), cardillo, cardo (7), cardo alcachofero (3), cardo de comer, flor de cardo, morrilla (4), morrillera (3), penca. Entre parénteis, la frecuencia del vocablo en España; en negrita, los más usados.[14]